# Chiesa di San Sebastiano (Ollastra)
La chiesa di San Sebastiano è un edificio religioso ubicato a Ollastra, centro abitato della Sardegna centrale.

Edificata verso il 1600 e consacrata al culto cattolico è sede dell'omonima parrocchia e fa parte della arcidiocesi di Oristano.